# Roost-Warendin
Roost-Warendin là một xã trong vùng hành chính Nord-Pas-De-Calais, thuộc tỉnh Nord, quận Douai, tổng Canton de Douai-Nord-Est. Tọa độ địa lý của xã là 50° 25' vĩ độ bắc, 03° 06' kinh độ đông. Roost-Warendin nằm trên độ cao trung bình là 21 mét trên mực nước biển, có điểm thấp nhất là 18 mét và điểm cao nhất là 27 mét. Xã có diện tích 7,16 km², dân số vào thời điểm 1 999 là 5744 người; mật độ dân số là 802 người/km².

## Thông tin nhân khẩu
| 1962  | 1968  | 1975  | 1982  | 1990  | 1999  |
| ----- | ----- | ----- | ----- | ----- | ----- |
| 5 772 | 6 292 | 6 356 | 6 439 | 6 413 | 5 744 |

## Các thành phố kết nghĩa
- Haltern am See, Đức

## Nhân vật nổi tiếng
- Willy Vallez, họa sĩ